# Британи Мърфи
Британи Мърфи-Монджак (на английски: Brittany Murphy) е американска актриса и певица, известна с участието си във филми като Луди години, Осма миля, Младоженци и други.

## Кариера и личен живот
В края на 1990-те и началото на 2000-те Британи се снима в поредица от успешни филми, които я правят популярна. През 2002 година има любовна връзка с Аштън Къчър.
През 2006 година започва кариера и като певица с хит, който се изкачва до номер едно в някои класации. През 2007 година сключва брак със сценариста Саймън Монджак.
Британи умира на 20 декември 2009 година вследствие на внезапно спиране на сърдечната дейност поради наличие на плесен в дома ѝ. За причина за смъртта на актрисата се сочат пневмония, анемия, предозиране на наркотици. Само 6 месеца по-късно нейният съпруг е намерен мъртъв в тяхната къща. Смъртта му също се дължи на плесента (тогава става ясно, че това е истинската причина за смъртта на Британи Мърфи).